# Тесіма Аой
Аой Тешіма (手嶌葵 Aoi Teshima, народилася 21 червня 1987 року в місті Касуґа, префектура Фукуока) — японська співачка та вокальна актриса. Вона відома тим, що брала участь у створенні анімаційних фільмів відомого художника та режисера Міядзакі Ґоро, рахуючи і фільм «Казки Земномор'я» та «From up on Poppy Hill».

## Кар'єра
У той час як Аой Тешіма пішла до C&S музичної академії в Фукуоці, вона почала музичну кар'єру як любитель у 2003 році. У 2003 і 2004 роках, вона брала участь в музичній події «DIVA», яка відбулася в Фукуоці, в рамках «Музичного фестивалю підлітків».
У березні 2005 року вона у Південній Кореї взяла участь в «Японія-Корея Світ повільної музики»  і її виступ був сприятливо сприйнятий серед глядачів. Її виступ привернув увагу режисера аніме Міядзакі Ґоро. Продюсер Судзукі Тосіо також був дуже вражений, коли він слухав демо-версії її пісень.
7 червня 2006 року вона, нарешті, випустила пісню під назвою (テルーの唄 Terū no Uta). Ця пісня була використана у фільмі режисера Міядзакі Ґоро Казки Земномор'я, у якому вона також озвучила персонаж Theru.
Вона також надала свої пісні для гри Nintendo.
У 2011 році вона в черговий раз співпрацювала з Міядзакі Ґоро де у його фільмі From up on Poppy Hill співала пісню Літо прощавай та інші пісні, а також озвучила персонаж Юко. 
10 лютого 2016 року вона випустила перший сингл з її 10-го альбому «Ren'dez-vous», «Asu e no Tegami». Ця пісня була використана в японській драмі «Itsuka kono Koi o Omoidashite kitto Naite shimau» і досить довго протрималася на найвищих сходинках  Billboard Japan Hot 100.